# Ghiandola
Le ghiandole sono organi secretori che servono alla liberazione di sostanze utili all'organismo. L'unità funzionale, o parenchima, della ghiandola è rappresentato da un epitelio ghiandolare in associazione a una porzione connettivale (stroma) di sostegno e trofica, tale da ospitare e rendere possibile il transito di una rete sanguigna di nutrizione e delle terminazioni nervose. 
In base al destino del secreto si distinguono due tipi di ghiandole:
- ghiandole endocrine, che riversano i secreti nei liquidi interni del corpo;
- ghiandole esocrine, che riversano il secreto all'esterno del corpo o in cavità comunicanti con l'esterno.

Tutte e due queste tipologie di ghiandole sono accomunate dall'origine: ambedue derivano da un epitelio di rivestimento che, invaginandosi, si approfonda nel connettivo sottostante. Per quanto riguarda le ghiandole esocrine, sono generalmente pluricellulari (fatta eccezione per la cellula mucipara caliciforme) e possiamo suddividerle in due unità: adenomero e dotto escretore. L'adenomero è l'unità secernente della ghiandola, ovvero che produce il secreto. Tale porzione, o comunque la ghiandola stessa, rimane collegata all'epitelio da cui ha avuto origine mediante il dotto, all'interno del quale viene riversato il secreto. Questa costituisce l'organizzazione di una ghiandola esocrina. Per quanto invece concerne la ghiandola endocrina, la modalità di origine è la medesima, fatto salvo che si perde il collegamento con l'epitelio di origine (non si distingue né un dotto escretore né un adenomero) e che il parenchima ghiandolare si organizza attorno a una fitta rete capillare sinusoidale all'interno della quale immettono il loro secreto, ossia l'ormone.

## Ghiandola esocrina

Modalità di secrezione cellulare esocrina.

Le ghiandole possono essere classificate in base a vari parametri:
in base al numero di cellule che le compongono in: 
- unicellulari: sono costituite da un'unica cellula, ossia la ghiandola si identifica con essa. Nell'uomo questo tipo di ghiandole è rappresentato dalle sole cellule mucipare formate da una porzione ristretta detta stelo del calice ed una parte in cui si accumula il secreto detto teca. Il prodotto di secrezione è la mucina che a contatto con l'acqua diventa muco. Sono presenti nella mucosa intestinale e in quella respiratoria

- pluricellulari: l'adenomero è costituito da più cellule.

Le pluricellulari si possono classificare in base alla modalità con cui viene liberato il secreto in ghiandole:
- apocrine: il secreto si accumula nella porzione apicale della cellula sotto forma di granuli non rivestiti da membrana. Al momento della secrezione, la membrana plasmatica si invagina e si fonde a costituire un'unica grande vescicola di secrezione, sicché la cellula perde una parte di citoplasma e di membrana plasmatica.

- merocrine o eccrine: sono le più comuni e abbondanti. Il secreto si accumula sotto forma di granuli rivestiti da membrana e viene espulso mediante i comuni processi di esocitosi.

- olocrine: (dal greco holos, tutto), l'intera cellula concorre alla secrezione: il secreto si accumula nella cellula che va via via degenerando sino a costituire essa stessa il secreto. Poiché nella secrezione olocrina (che avviene per esempio nelle ghiandole sebacee) la cellula viene persa, vi devono essere degli elementi di riserva, le cellule staminali, che duplicandosi e differenziandosi, mantengano inalterato l'assetto cellulare.

In funzione della natura chimica del secreto si riconoscono ghiandole:
- sierose: il secreto è una sostanza, per l'appunto, sierosa fluida e a carattere prevalentemente enzimatico. Le cellule sierose sono caratterizzate da sviluppati reticoli endoplasmatici granulari (responsabile della basofilia citoplasmatica) e complesso di Golgi. Il secreto è ammassato nella porzione apicale della cellula come granuli di zimogeno. Tali cellule sono riconoscibili per via del fatto che assumono i comuni coloranti delle tecniche di allestimento, colorandosi più intensamente rispetto alla tipologia seguente. La cellula sierosa presenta forma di piramide tronca; il nucleo, generalmente rotondo, ne occupa la parte basale.

- mucose: il secreto è denso e viscoso perché contiene mucina che a contatto con l'acqua diviene muco. Tale secreto è costituito da mucopolisaccaridi che con le comuni tecniche di allestimento istologiche non viene fissato e colorato (poiché i mucopolisaccaridi hanno una maggiore componente saccaridica, essi sono PAS positivi). Ne segue che le cellule mucose appaiono schiumose e bianche, facendo da campo a un nucleo basofilo colorato. Con un microscopio elettronico si possono osservare nuclei cellulari piccoli e scuri, schiacciati nella parte basale della cellula.

- miste: sono ghiandole che presentano sia cellule sierose che cellule mucose disposte in modo caratteristico. Infatti, le cellule sierose, a differenza delle mucose, non guardano alla cavità dell'adenomero ma la incappucciano, costituendo quelle che vengono definite come semilune del Giannuzzi o sierose per via della loro caratteristica forma semilunare.

Le semilune sierose immettono il loro secreto all'interno dei capillari di secrezione, che non sono dei vasi bensì delle microcavità (specie di canalicoli) tra le docce delle cellule mucose adiacenti.
Le ghiandole possono anche essere classificate in
- intraparietali: rimangono nello spessore della parete dal cui epitelio di rivestimento hanno avuto origine (per esempio le ghiandole delle cripte di Lieberkuhn nell'intestino). A seconda della posizione rispetto all'epitelio di origine, queste si possono classificare in intraepiteliali (se rimangono nello spessore dell'epitelio) o extraepiteliali (se si situano nel connettivo sottostante). Poiché sotto l'epitelio si hanno due tonache connettivali, le extraepiteliali possono dirsi coriali (se sono comprese nello spessore della tonaca propria) o sottomucose (se sono comprese nello spessore della tonaca sottomucosa).

- extraparietali: si situano all'esterno della parete dal cui epitelio hanno avuto origine ma vi rimangono collegate per mezzo del loro dotto escretore (per esempio fegato e pancreas).

La forma dell'adenomero costituisce un ulteriore parametro di classificazione delle ghiandole in (in ordine crescente del lume dell'adenomero) acinose, tubulari, alveolari.
A seconda del rapporto adenomero/dotto escretore si hanno ghiandole:
- semplici: un adenomero con il suo dotto escretore oppure più adenomeri che si aprono sul medesimo dotto escretore (in tal caso si parla di ghiandole ramificate).

- composte: vi sono tanti adenomeri ciascuno con il proprio dotto escretore che sbocca in dotti di calibro via via crescente (in altri termini è il dotto escretore che si ramifica).

Vi possono essere delle ghiandole di grosse dimensioni che presentano una loro tipica organizzazione detta a lobi. In tal caso la ghiandola è rivestita da un connettivo denso detto capsula. Da questa si dipartono dei setti connettivali (detti interlobari) che dividono la ghiandola in lobi; dai setti interlobari si staccano setti di connettivali interlobulari che dividono il lobo in lobuli.

## Ghiandola endocrina
L'epitelio ghiandolare endocrino produce ormoni che vengono riversati nell'interstizio connettivale e da qui nel circolo sanguigno o linfatico, oppure nei liquidi interstiziali o transcellulari; possono essere trasportati da proteine oppure essere liberi (in questo caso si dice che hanno attività biologica). 
L'ormone è una sostanza che influenza il metabolismo della cellula (detta cellula bersaglio) per cui ha i recettori su di essa: sulla membrana plasmatica o all'interno, nel citoplasma. Il complesso ormone-recettore determina una serie di modificazioni metaboliche dell'ormone (trasduzione) che gli permettono di svolgere il suo effetto metabolico. Ne deriva che gli ormoni sono sostanze altamente selettive: per esempio, l'ormone TSH o tireotropo prodotto dall'ipofisi ha le sue cellule bersaglio esclusivamente tra quelle della tiroide, poiché solo quelle possiedono i recettori per tale ormone. 
Di quest'ultimo è inoltre necessario tenere presente la natura chimica, non perché essa ponga in essere una classificazione delle ghiandole endocrine ma perché determina la modalità di azione dell'ormone stesso. 
Vi sono tre tipologie di ormoni: steroidei, aminici e peptidici. 
- Gli ormoni steroidei: sono prodotti da: gonadi e corticale del surrene (es: Cortisolo), sono dei derivati del colesterolo, sono molecole lipofile non idrolizzabile e anfipatico; pertanto essi non solo hanno recettori sulla membrana cellulare, ma possono anche valicare la membrana plasmatica della cellula bersaglio e legarsi a un recettore citoplasmatico. vengono prodotti ex-novo e secreti come ormoni liberi ad attività biologica, non vengono immagazzinati nelle cellule, ma esiste una riserva nel sangue legata a proteine di trasporto. queste stesse proteine permettono anche di allungarne molto l'emivita plasmatica, anche fino a una settimana. vengono degradati negli organi bersaglio.
- Gli ormoni aminici: sono derivati da modificazioni di aminoacidi: dal Triptofano deriva la Melatonina, dalla TIrosina: le catecolamine e gli ormoni tiroidei. hanno recettori citoplasmatici. sono molecole lipofile non idrolizzabile e anfipatico; pertanto essi non solo hanno recettori sulla membrana cellulare, ma possono anche valicare la membrana plasmatica della cellula bersaglio e legarsi a un recettore citoplasmatico. vengono prodotti ex-novo e secreti come ormoni liberi ad attività biologica, non vengono immagazzinati nelle cellule, ma esiste una riserva nel sangue legata a proteine di trasporto. queste stesse proteine permettono anche di allungarne molto l'emivita plasmatica, anche fino a una settimana. vengono degradati negli organi bersaglio.
-  Gli ormoni peptidici e polipeptidici: vengono sintetizzati come le proteine e spesso come pre-pro-ormoni. possono presentare dei gruppi polari e possono altresì essere ingombranti; essi, dunque, hanno una certa difficoltà a valicare la membrana plasmatica: ecco che allora si legano a dei recettori di membrana (proteine glicosilate) e tale legame inizia una serie di reazioni a catena che culminano con la trasformazione dell'ATP in cAMP (adenosinmonofosfato ciclico). Questa sostanza fa, pertanto, le veci dell'ormone, passandone all'interno della cellula il messaggio, ossia agendo come secondo messaggero. In altri termini, quest'ultima categoria di ormoni agisce attraverso una trasduzione del segnale. Vengono immagazzinati in vescicole e secreti dopo stimolo opportuno, per esocitosi. Vengono trasportati da proteine nel sangue. Hanno un'emivita breve (min - ore). vengono degradate nel sangue, già da subito, ad opera di peptidasi, poi da fegato e reni.
Le ghiandole endocrine possono essere divise in due gruppi:
- unicellulari che costituiscono il sistema endocrino diffuso.
- pluricellulari che a loro volta si dividono in:
  - follicolari Costituita da cavità sferoidali che produce la colloide (un preormone). Nel corpo umano ne sono esempi la tiroide e la parte intermedia dell'ipofisi
  - cordonali costituite da fila di cellule fiancheggiate da capillari, unite da desmosomi e giunzioni strette. I cordoni sono circondati da tessuto connettivo reticolare. Ne sono esempi adenoipofisi, epifisi, paratiroidi e surrenali.
  - a isolotti Costituite da "isole" endocrine nel parenchima di un organo esocrino, ad esempio gli isolotti Langerhans nel pancreas.
  - interstiziali Si hanno quando cellule endocrine si trovano sparse nel connettivo degli spazi interstiziali di un organo. Ne sono un esempio le cellule interstiziali delle gonadi (cellule di Leydig nel testicolo, teca interna e corpo luteo nell'ovaio).